# 瓦洛瓦縣
瓦洛瓦縣（英語：Wallowa County）是位於美国俄勒冈州東部的一個縣，東鄰爱达荷州，北鄰华盛顿州，面積8,163平方公里。根據2020年美國人口普查，共有人口7,391人。縣治恩特普賴斯（Enterprise）。
1887年2月11日設縣，縣名來自內茲佩爾塞語，其意有兩說：一說是「迂迴的流水」，另一說是「捕魚的堰」。